# A Magyar Kultúra Lovagjai 2005
A Magyar Kultúra Lovagja 2005. évi kitüntetettjei

## Egyetemes Kultúra Lovagja
224.	 Valerie Füleová (Prága, Csehország) kassai konzulhelyettes, „Nemzetközi kulturális kapcsolatok támogatásáért”
225.	 Liu Wen Quing (Peking, Kína) kulturális tanácsos, „A nemzetközi kulturális kapcsolatok fejlesztéséért”

## Posztumusz A Magyar Kultúra Lovagja
226.	 Erzsébet királyné (Bécs, Ausztria) osztrák császárné és magyar királyné, „A magyar kultúra ápolása érdekében megvalósított példamutató életművéért”
227.	 Kóbor Jenő (Takácsi) evangélikus-kántortanító, „Pedagógusi életművéért”
228.	 Lábodi Zoltán (Sitke) népzenész, „A magyar népzene megőrzése érdekében kifejtett életművéért”
229.	 Dr. Rainprecht Antal (Pénzesgyőr) ügyvéd, „Humanista életművéért”

## A Magyar Kultúra Lovagja
230.	 Ambrus István László (Martonvásár) nyugdíjas, „A nyugdíjas korosztályok közművelődésének szervezéséért”
231.	 Balogh Jánosné (Mártély) polgármester, „A település közművelődésének fejlesztéséért”
232.	 Vitéz Bánkuty Géza (Kalifornia, USA) tartalékos honvéd ezredes, „A magyar haderő történelmi örökségének ápolásáért”
233.	 Bese László (Szentes) ny. alezredes, fazekas, „A magyar kultúra határon túli ápolásáért”
234.	 Dr. Burai Gézáné (Veszprém) művelődésiház igazgató, „A közművelődés fejlesztéséért”
235.	 Dánielisz Endre (Nagyszalonta, Románia) tanár, „A magyar kultúra határon túli ápolása érdekében kifejtett életművéért”
236.	 Frech’ Ottó (Budapest) faszobrász, „A magyar népművészet ápolásáért”
237.	 Frits Sándorné (Ózd) karvezető, „A magyar zenekultúra fejlesztéséért”
238.	 Lénárt G. István (Kimle) zene, szövegíró és rendező, „Közművelődés fejlesztéséért”
239.	 Gálné Kovács Irma (Gyergyóalfalu, Románia) tanítónő, „A magyar kulturális örökség határon túli ápolásáért”
240.	 Jókai Anna (Budapest) író, „A kortárs magyar irodalom fejlesztéséért”
241.	 Kisné Portik Irén (Gyergyószentmiklós, Románia) néprajzkutató, „A magyar kultúra határon túli ápolásáért”
242.	 Király Lajos (Budapest) Krúdy Gyula Irodalmi Kör elnöke, „A közművelődés fejlesztéséért”
243.	 prof. dr. Kölüs Gábor (Keszthely) a keszthelyi egyetem tanára, prof. emeritus, „Pedagógusi életművéért”
244.	 dr. Kurucz Ferenc (Békéscsaba) rendőr dandártábornok, Békés Megye rendőrfőkapitánya, „A közművelődés támogatásáért”
245.	 Kusztos Tibor (Bánffyhunyad, Románia) református lelkész, „A magyar kultúra határon túli ápolásáért”
246.	 [Fr.] Lakatos Sándor (Jánoshalma) ISV igazgató, „A magyar kulturális örökség ápolásáért”
247.	 Lőrinczné Dolgos Ilona (Őriszentpéter) tanár, „A település kulturális fejlesztéséért”
248.	 Oláh László (Székesfehérvár) ht. katona, „A haderő és a társadalom kulturális együttműködésének fejlesztéséért”
249.	 Ősz Gyula (Nagytarcsa) vállalkozó, „A kultúra és a sport önzetlen támogatásáért”
250.	 Pál István (Tereske) pásztor, „A magyar kulturális örökség megőrzése érdekében kifejtett életművéért”
251.	 Rakó József (Budapest) Magyarország Felfedezői Szövetség elnöke, „A magyar kulturális örökség ápolásáért”
252.	 Ráday Mihály (Budapest) MTV főmunkatársa, „A magyar kulturális örökség megmentéséért”
253.	 Sudár Lászlóné (Csepreg) nyugdíjas pedagógus, „A magyar kulturális örökség megmentéséért”
254.	 Szántai Sándor (Gödöllő) vasesztergályos, költő, „A magyar kultúra határon túli támogatásáért”
255.	 Szuhomeli Judit (Csonoplya, Szerbia-Montenegro) háztartásbeli, „A magyar kultúra határon túli támogatásáért”
256.	 Tamás Károlyné (Szentgál) pásztorasszony, „A kultúra és a sport önzetlen támogatásáért”
257.	 Tóth Ferenc (Almásfűzítő) mérnök, „Helytörténeti kutatásaiért”
258.	 Várnai Márton (Pécs) Roma Közösségi Központ elnöke, „Kultúraszervező tevékenységéért”
259.	 Weinrauch Katalin (Beregszász, Ukrajna) könyvtáros, „A magyar kultúra határon túli ápolásáért”